# Vatu
Der Vatu ist die Währung von Vanuatu. Im internationalen Finanzverkehr wird der Vatu mit VUV abgekürzt.

## Geschichte
Vor der Unabhängigkeit des Landes lautete die Währungseinheit des britisch-französischen Kondominiums Neue Hebriden auf Franc.

## Münzen und Banknoten im Umlauf
Es sind folgende Stückelungen im Umlauf:
- Münzen zu 1, 2, 5, 10, 20, 50 und 100 Vatu
- Banknoten zu 100, 200, 500, 1000, 5000 und 10.000 Vatu

Viele Kursmünzen von Vanuatu tragen landestypische Motive.
Der 1000-Vatu-Schein zeigt ein für den Südpazifik typisches Auslegerkanu.
Auf dem 5000-Vatu-Schein ist einer der Sprungtürme abgebildet, die auf der Insel Pentecost nach alter Tradition aus Bambusstangen errichtet werden. Junge Männer binden sich Lianen an die Füße und springen in die Tiefe, was als Vorbild für das Bungee-Jumping diente.

Kursmünzen von Vanuatu
Vatu-Scheine